# Freziera inaequilatera
Freziera inaequilatera là một loài thực vật thuộc họ Theaceae. Đây là loài đặc hữu của Bolivia.